# Novo Tiradentes
Novo Tiradentes är en kommun i Brasilien.   Den ligger i delstaten Rio Grande do Sul, i den södra delen av landet, 1 400 km söder om huvudstaden Brasília. Antalet invånare är 2 277.
Trakten runt Novo Tiradentes består till största delen av jordbruksmark. Runt Novo Tiradentes är det ganska glesbefolkat, med 31 invånare per kvadratkilometer.